# أندريس بيريز (لاعب كرة قدم)
أندريس بيريز (بالإسبانية: Andrés Eduardo "Mr. Satán" Pérez) (5 سبتمبر 1980 ببوغوتا في كولومبيا - ) هو لاعب كرة قدم كولومبي في مركز الوسط. شارك مع منتخب كولومبيا لكرة القدم. أما مع النوادي، فقد لعب مع أرسنال ساراندي وديبورتيفو كالي وكيلمس ونادي سان لورينزو ونادي ميلوناريوس وريال قرطاجنة.

## وصلات خارجية
- أندريس بيريز على موقع قاعدة بيانات كرة القدم.إي يو (الإنجليزية)
- أندريس بيريز على موقع ناشيونال فوتبول تيمز (الإنجليزية)
- أندريس بيريز على موقع Soccerway.com (الإنجليزية)